# أليخاندرو كامارغو
أليخاندرو كامارغو (بالإسبانية: Alejandro Camargo)‏ (12 يونيو 1989 في الأرجنتين - ) هو لاعب كرة قدم أرجنتيني في مركز الوسط. لعب مع أونيفرسيداد دي كونسيبسيون ‏.

## وصلات خارجية
- أليخاندرو كامارغو على موقع قاعدة بيانات كرة القدم.إي يو (الإنجليزية)
- أليخاندرو كامارغو على موقع Soccerway.com (الإنجليزية)
- أليخاندرو كامارغو على موقع AS.com (الإسبانية)